# L.A. (banda)
L.A. es un grupo español de música rock de origen mallorquín, fundado por Luis Alberto Segura en 2004.

## Miembros
- Luis Alberto Segura: Cantante, compositor y guitarrista
- Ángel Cubero: Bajo
- Pep Mulet: Guitarra, sintetizadores, percusión y coros
- Dimas Frías: Batería y percusión

## Trayectoria
Corría el año 1994 cuando Luis Alberto Segura debutaba sobre los escenarios tocando la batería en The Green Cherries, con quien editó varias maquetas. Entre influencias de The Beatles y The Who, cayó en Glycerine, banda con la que editó dos discos y logró gran repercusión en la escena local de Mallorca. Años más tarde, empezó a colaborar como batería en la banda Los Valendas, editando con ellos un disco. Pero antes de emprender su carrera en solitario, en el año 2003, entró a formar parte de una nueva banda, The Nash, editando con ellos varios discos y realizando infinidad de conciertos y giras por toda España y el Reino Unido.
Desde 2004 hasta 2006 editó como L.A. tres discos a través de su propio sello ‘Dreamville Records’, uno cada año.
La grabación de Heavenly Hell se inició en febrero de 2007 y se prolongó hasta abril de 2009. El disco se grabó en los Cosmic Blend Studios, en Mallorca, propiedad del productor del disco Antoni Noguera, reconocido músico mallorquín, viejo conocido durante su andadura como batería en Los Valendas.
Ya en 2012 ve la luz Slnt Flm, un EP de 6 canciones grabado en analógico, producido por Kevin Augunas y grabado en los estudios Sound City de Los Ángeles. Mismo estudio donde se registró, por ejemplo, Nevermind de Nirvana. Se conocía que se llamaría Slnt Flm porque allí se sintieron como si estuvieran filmando una película muda ("silent film", traducido al inglés): "Estábamos encerrados entre cuatro paredes y parecía que el reloj se había parado en los años 50. Y un día, conduciendo, vi en una matrícula, el título del disco abreviado: SLNT FLM".
Dualize llega en 2013 para consolidar el sonido crudo y contundente que inició el anterior EP. Producido por Richard Swift (The Shins) y editado por el sello independiente de Luis Alberto, Dreamville Records, ‘Dualize’ muestra una apuesta que fusiona con contundencia y elegancia el post-rock, el pop y folk americano.
La carrera de Luis Alberto Segura al frente de L.A. mantiene intactas sus señas de identidad, basadas en esa suerte de pop-rock alternativo de fuerte sabor estadounidense. From The City To The Ocean Side (2015) es un disco seductor, un auténtico abanico de estímulos musicales. Este cuarto álbum fue grabado y mezclado en los estudios Tackyland de Long Beach, en Los Ángeles. L.A. ha contado con el apoyo del músico Kyle Krone, y la labor integral de Matt Wignall en este proyecto, quien no sólo se ha implicado como productor del disco, sino también en parte de las letras, en el diseño de todo el arte del proyecto, e incluso detrás de la realización del videoclip del sencillo Secrets Undone.
Durante 2015 L.A. gira por España, formando parte del cartel de los principales festivales como Festival Internacional de Benicasim, Dcode y Low Festival, siendo este último editado como EP de 10" con el título "Live at Low Festival". 
En los primeros meses de 2016 giran como teloneros de los Irlandeses Kodaline y continúan el año con la gira Ocean Tour, donde actúan en lugares poco habituales en formato acústico.
El 23 de diciembre de 2016 L.A. finaliza la gira "Ocean Tour" , la más extensa y exitosa de toda su carrera con un concierto fin de gira en el Teatro Principal de Mallorca, colgando el cartel de "no hay entradas" y donde anticipa alguna de las nuevas canciones que llegarán durante 2017.
En 2017 publican el largo King of Beasts, donde Luis Alberto decide reiniciar su sonido, volviendo a su Mallorca natal y dejando de lado el sonido americano que había caracterizado sus anteriores trabajos.
El 1 de octubre de 2018, después de una gira que llevó al grupo a tocar en salas de toda Europa y en festivales como O Son do Camiño y el Mallorca Live Festival, la banda anuncia un "parón indefinido de su actividad" con una última gira que se prolongó hasta finales de 2018.
A pesar del anuncio del "parón indefinido de su actividad",  en septiembre de 2020 la banda anunció su vuelta, acompañada de la grabación de un nuevo disco llamado Evergreen Oak que verá la luz en mayo de 2021.

## Influencias
Lino Portela, crítico de El País, le regala comparaciones con el grunge de Pearl Jam y el rock de America. Por su parte, Jaime Marco lo remonta a los sonidos de los 90, como Matthew Sweet, Gigolo Aunts, Death Cab for Cutie, The Calling, Sexy Sadie (banda) o los propios Pearl Jam.

## Discografía
- 2004 Grey coloured melodies
- 2005 Bellflower blvd.
- 2006 Welcome halloween
- 2009 Heavenly Hell - Universal[11]
- 2012 Slnt flm - EP - Universal[12]
- 2013 Dualize - Dreamville Records[13]
- 2015 From the City to the Ocean Side - Sony Music[14]
- 2016 Live at Low Festival - EP 10"[15]
- 2017 King of Beasts - Sony Music
- 2021 Evergreen Oak